# Marshall Amplification

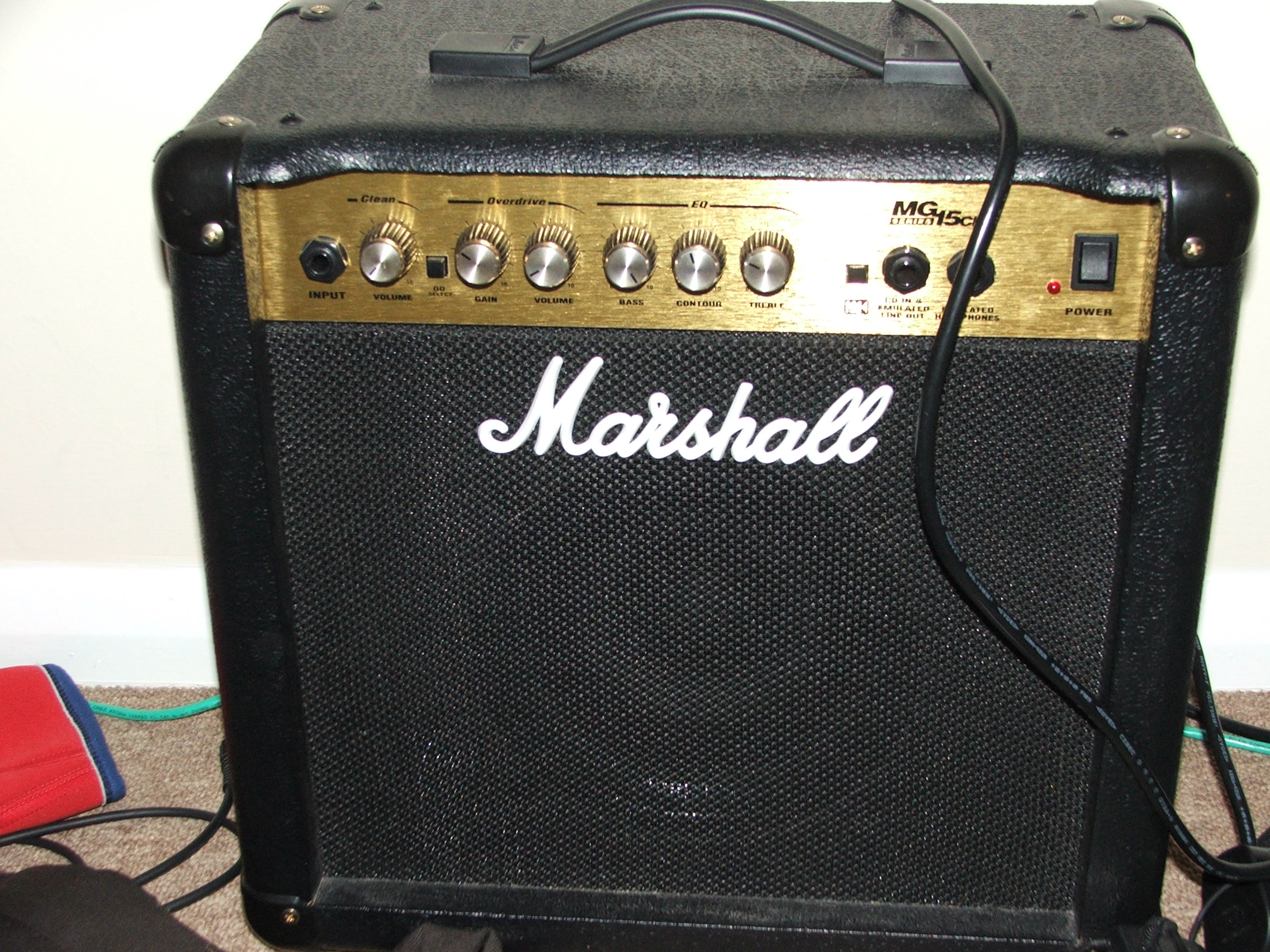
Kombo MG15CD

Marshall Amplification je britská společnost zabývající se vývojem a výrobou hudebních zesilovačů. Firma patří mezi nejvýznamnější výrobce hudebních aparatur. První zesilovač zde vznikl v roce 1962.
Společnost byla založena bubeníkem Jimem Marshallem.

## Historie
Jim Marshall neměl v plánu stavět aparatury, nýbrž je prodávat a učit hru na bicí. První myšlenka zabývat se prodejem zesilovačů přišla teprve po tom, co byl dotazován Pete Townshendem ze skupiny The Who a dalšími, proč neprodává nebo nevyrábí také kytarové aparatury. Jim napřed dovážel aparatury Fender. Fendery byly velmi oblíbené, ale i velmi drahé, proto se později pokusil se svými spolupracovníky opravářem Ken Branem a technikem Dudley Cravenem postavit jejich přibližnou kopii. Asi na šestý pokus se jim ovšem podařilo vyrobit aparaturu, která měla naprosto unikátní "křupavý" zvuk. Na trh se dostala pod označením JTM 45. Po velikém úspěchu začal Jim Marshall vytvářet další řady zesilovačů. Obrovsky úspěšným modelem se stal Marshall „Plexi“ 1959SLP, který v podstatě udával zvuk 60. a 70. let. Následovaly modely jako 1987X, Bluesbreaker, legendární a první zesilovač s Master Volume JCM 800 nebo Hi-Gain JCM 900. Právě JCM 800 a JCM 900 byly aparatury, které je možné dodnes slyšet v téměř každém odvětví tvrdší muziky jako je hard rock, heavy metal, apod. Další model Marshall JCM 2000 je považován za kombinaci JCM 800 a JCM 900 a je nejdéle vyráběným modelem v historii Marshallovy firmy. Novější řada se označují jako JVM. Marshall tvrdí, že JVM je nejuniverzálnější zesilovač v historii firmy. Nejnovější řada celolampových zesilovačů se nazývá Origin. Výrobce se v ní snaží najít původní Marshallovský zvuk za dostupnou cenu. Jedná se o aparáty o wattáži 5, 20 a 50 W, které jsou jednokanálové s funkcí "boost", tedy možností přidání gainu bez přepnutí kanálu. Tyto aparáty jsou velice oblíbené pro svoji nízkou cenu, ale zároveň velmi dobrý zvuk, který se nechává inspirovat charakterem "Plexi" a JCM800.
S vývojem tranzistorových zesilovačů byl i Marshall nucen představit svoji řadu – Marshall MG. Tranzistorové zesilovače měly nižší výkon a byly vhodné k domácímu užití, hlavně ale byly cenově dostupnější. Právě Marshall MG řada byla a je často kritizována za vysokou cenu a neuspokojivý zvuk.
Firma vytvořila i řadu hybridních zesilovačů – velmi úspěšná Valvestate a novější AVT.

## Zvuk
Tzv. "Marshall tone" (Marshallový tón) je asi nejspecifičtější a nejrozpoznatelnější zvuk v rockové historii. Každá aparatura se sice trochu odlišuje, ale v každé můžeme nalézt onen úderný křupavý crunch, tak typický pro Marshall.
Pro lampové zesilovače jsou typické elektronky EL34 a ve slabších modelech EL84, dodávající specifický "britský" charakter zvuku.

## Odkaz

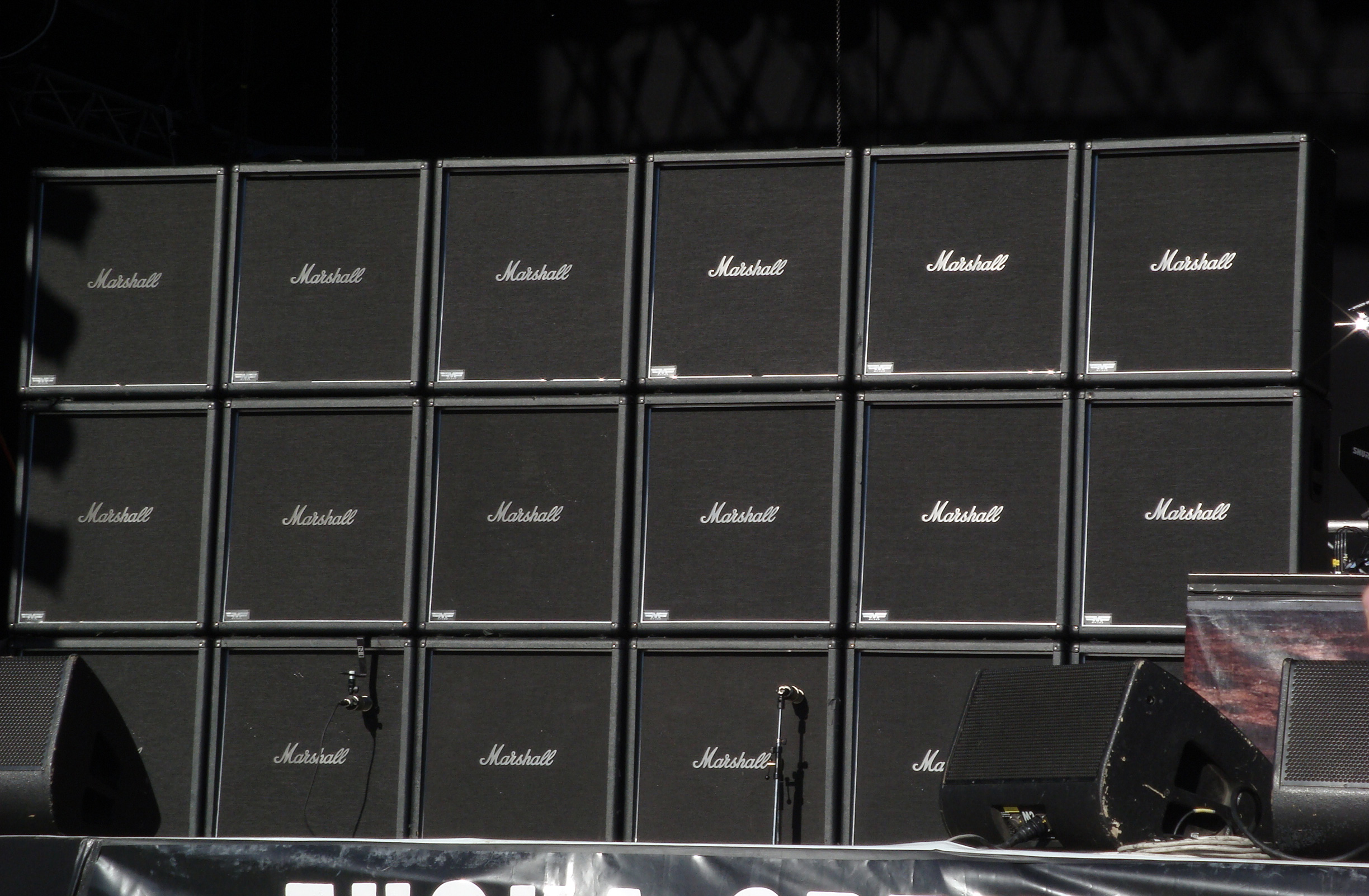
Šest "stacků" po třech kytarových reproboxech Marshall na hlavním pódiu Tuska Open Air Metal Festivalu v roce 2008. Patří Jeffovi Hannemanovi ze skupiny Slayer.

Marshall patří mezi nejrespektovanější a nejznámější výrobce aparatur vůbec. Firma stála u zrodu několika revolučních změn v oblasti kytarových zesilovačů, mezi které patří např. zavedení nového rockového zvuku; Marshall JCM 800 stál u zrodu Master Volume, díky kterému šlo dostat z aparátu velké rockové zkreslení při nižších a heavy metalové při vyšších hlasitostech; Marshall na žádost Peta Townshenda jako první vyrobil reprobox osazený 4 reproduktory. Někteří hudebníci dokonce tvrdí, že si kupují Marshall výrobky (hlavně reproboxy) pouze na efekt, který poté na pódiu ani nevyužívají.
Řada slavných kytaristů má u Marshall signature modely – např. Randy Rhoads, Jimi Hendrix, Kerry King, Slash, Zakk Wylde aj.

## Nabídka
- Digitální zesilovače: Řada CODE
- Tranzistorové zesilovače: Řada MG, Marshall MicroStack
- Pololampové zesilovače: Řada AVT
- Lampové zesilovače: JCM 2000 DSL, JCM 2000 TSL, JVM, Vintage Modern, Vintage, Haze, MA, Origin
- Basové zesilovače: Řada MB, VBA

## Známí uživatelé
- Pete Townshend
- Eric Clapton
- Jimi Hendrix
- Slash
- Zakk Wylde
- Randy Rhoads
- Angus Young
- Lemmy Kilmister